# Juan Isern

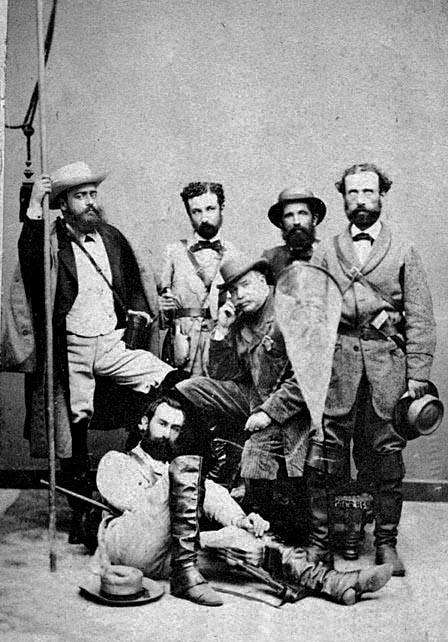
Photographie des six naturalistes de la commission scientifique du Pacifique, par Rafael Castro y Ordóñez à Montevideo en décembre 1862. En pied, de gauche à droite: l'anthropologue Manuel Almagro, le zoologiste Francisco de Paula Martínez y Sáez, le botaniste Juan Isern Battló y Carrera, et l'entomologiste et géologue Fernando Amor y Mayor. Au milieu, le président de la commission Francisco María Paz y Membiela. Assis au sol au premier plan, le zoologiste Marcos Jiménez de la Espada.

Juan Isern Batlló y Carrera, né à Setcasas, dans la province de Gérone le 25 septembre 1821 et mort à Madrid le 23 janvier 1866, est un botaniste et explorateur espagnol.

## Biographie
Il fait ses études au petit séminaire de Gérone, puis s'installe à Barcelone où il suit des classes de botanique à l'école de la Junta de Comercio, où il est élève de Miguel Colmeiro. En 1847, il abandonne ses études ecclésiastiques et entre à la faculté de médecine de l'université de Barcelone.
Il déménage à Madrid en 1851 pour travailler en 1851 au musée des sciences naturelles. En 1854, il est diplômé en médecine et chirurgie de l'université centrale de Madrid. Il participe aussi aux campagnes pour réaliser la carte géologique d'Espagne, et il est ami du politicien Pascual Madoz. En 1856, il se marie avec Tomasa del Olmo. 
En 1862, Isern est invité comme botaniste principal de l'expédition politico-militaire de la commission scientifique du Pacifique (1862-1865), expédition ultramarine la plus importante d'Espagne sous le règne d'Isabelle II. Il voyage avec d'autres naturalistes aux Canaries, aux îles du Cap-Vert, au Brésil, en Uruguay, en Argentine, au Chili, en Bolivie, au Pérou et en Équateur. Quand l'expédition est suspendue, alors que les relations entre les pays du Pacifique et leur ancienne métropole se sont refroidies, Isern et ses amis Francisco de Paula Martínez y Sáez, Marcos Jiménez de la Espada et Manuel Almagro décident de continuer sans aide officielle et poursuivent leur travail sur le territoire américain. Ils parcourent près de 45 000 km, c'est l'une des expéditions les plus importantes jamais entreprises sur ce continent et elle ne va pas sans rencontrer de grandes difficultés. Isern contracte une maladie tropicale en explorant le fleuve Napo, dont il meurt le 23 janvier 1866 à Madrid, deux semaines après son arrivée en Espagne.

## Source de la traduction
- (es) Cet article est partiellement ou en totalité issu de l’article de Wikipédia en espagnol intitulé « Juan Isern Batlló y Carrera » (voir la liste des auteurs).